# Alessandro Moreschi
 (octobre 2019).
Si vous disposez d'ouvrages ou d'articles de référence ou si vous connaissez des sites web de qualité traitant du thème abordé ici, merci de compléter l'article en donnant les références utiles à sa vérifiabilité et en les liant à la section « Notes et références ».
Alessandro Moreschi, né le 11 novembre 1858 à Monte Compatri et mort le 21 avril 1922 à Rome, est un chanteur italien, un des derniers castrats de la fin du XIXe siècle, surnommé « l'ange de Rome »". Ce fut le seul castrat du répertoire de bel canto ayant réalisé des enregistrements sonores.
Sopraniste, il était plus connu que son aîné Domenico Mustafà, un ancien Direttore Perpetuo de la Chapelle Sixtine. Domenico Salvatori (en) et Giovanni Cesari (it) sont également des castrats connus de cette période.

## Biographie
Alessandro Moreschi est né au sein d'une grande famille catholique, dans la ville de Monte Compatri, dans la province de Rome, dans la région du Latium, appartenant alors encore aux États pontificaux. Il a été suggéré qu'il fut castré aux environs de 1865-1867, mais les raisons de cette opération demeurent incertaines : il se peut qu'elle soit due à un problème purement médical (notamment à une hernie scrotale) ou pour des raisons musicales.

« De 13 à 14 ans, il y a une période pour l’enfant où la voix sonne très bien, parce que le corps commence à se développer mais le larynx ne bouge pas trop ; c’est ce qu’on appelle la voix du chant du cygne. Pendant 1 ou 2 ans, on a encore un larynx très mobile. Ça donne une puissance, tout en donnant l’aisance. C’est ce que conservaient les castrats »

— Léopold Gillots-Laforge.
C'est en tant que castrat qu'il entra dans l'école de musique de San Salvatore in Lauro, où il fut remarqué par Gaetano Capocci (it), qui devint son professeur. En 1873, il fut nommé premier soprano de la chapelle du Latran. En 1883, il fut invité à rejoindre la Chapelle Sixtine, après avoir été entendu dans le rôle du Séraphin de l'oratorio Christus am Ölberge (Le Christ au Mont des Oliviers) de Beethoven.
À cette époque, Moreschi était soprano léger et doué d'une extraordinaire pureté et agilité. C'est ce qui lui valut le surnom d'Angelo di Roma et il fut nommé soliste de la Chapelle Sixtine par le pape.
En 1891, il devint secrétaire de la Chapelle. En 1898, Moreschi fut élevé au rang de directeur de chœur ; deux ans plus tard, on lui demanda de chanter lors des funérailles du roi italien Humbert Ier au Panthéon.
Durant le printemps de 1902, année au cours de laquelle le pape Léon XIII signa l'ordonnance interdisant les castrats au sein de la chapelle pontificale, Moreschi réalisa le premier enregistrement pour phonographe de sa carrière. Il effectua d'autres enregistrements en 1904. En tout, il en fit 17, dont 8 où il chantait en solo.
Moreschi était aussi, mis à part ses rôles de soliste et de directeur de chœur, professeur de chant. Un de ses élèves écrivit un mémoire à propos des méthodes d'enseignement de Moreschi : l'élève dut traduire ses techniques et son intonation aussi véridiquement que possible. Moreschi tenta de faire admettre cet élève à l'école de musique du successeur de Mustafa, Don Lorenzo Perosi, mais il n'y parvint pas. Curieusement, cet élève devint un excellent joueur de contrebasse.
En mars 1913, il se retira dans sa maison de Rome où il passa le reste de ses jours tout en enseignant le chant. Il continua de chanter pour certaines circonstances, comme lors d'une grande célébration à la Cappella Giulia en 1914. Il était également ami avec le compositeur allemand Franz Haböck, auteur de l'œuvre Die Kastraten und ihre Gesangskunst (Les castrats et leur art du chant), où il prévoyait de revisiter le répertoire de Farinelli en 1914, avec Moreschi.
Pourtant, ce projet n'aboutit pas en raison de plusieurs obstacles ; les raisons de la guerre et du dépérissement de la voix de Moreschi ont été avancées, jusqu'à ce que Habock lui-même annonçât les vraies raisons de cet échec : Moreschi, comme tous les chanteurs de la Cappella était incapable de chanter le répertoire baroque avec aisance.
Moreschi mourut d'une pneumonie pendant le printemps 1922, dans sa maison de Rome.

## Opinion des critiques
L'opinion des critiques est divisée à propos des enregistrements de Moreschi : certains prétendent qu'ils sont peu intéressants et que Moreschi était un chanteur médiocre, tandis que d'autres soulignent le talent du chanteur qui fut malheureusement victime du mode d'enregistrements de l'époque. Il faut pourtant signaler que l'âge qu'avait Moreschi quand il enregistra (de 44 à 46 ans) est considéré par beaucoup de chanteurs lyriques comme l'âge d'or d'une voix.
D'autres critiques pensent qu'il était très bon chanteur, en considérant notamment son âge et le fait que quand Moreschi était jeune, les professeurs étaient incapables d'enseigner correctement aux castrats, voix qui avaient déjà presque disparu.
Beaucoup des attaques vocales de Moreschi étaient en fait des notes d'agrément (glissando ou port de voix). De plus, l'esthétique du chant de Moreschi qui impliquait une passion extrême et une sorte de perpétuel sanglot peut apparaître comme étrange pour l'auditeur moderne et être perçue comme une faiblesse technique ou l'effet d'une voix vieillissante.
La qualité de ses enregistrements est variable : le Crucifixus de Rossini est de mauvaise qualité (Moreschi le ré-enregistra en 1904) mais le Pie Jesu de Leibach est meilleur ; la chanson Ideale de Francesco Paolo Tosti l'est également, comme le prouvent les applaudissements des choristes à la fin de cet air.
La plus fameuse pièce que Moreschi ait enregistrée est l’Ave Maria de Gounod et de Jean-Sébastien Bach archive.org. Il s'agit peut-être ici de sa seule performance qui rappelle les castrats du répertoire baroque : est sensible une passion forte dans le chant - « un sanglot dans chaque note », comme le dit un contemporain[réf. nécessaire] - et Moreschi, malgré son âge, atteint le si aigu final sans effort audible.
En considérant les apparitions du castrat, Habock dit ceci, en 1914 :
« Moreschi était de taille moyenne et plutôt de petite stature ; il n'avait pas de poils faciaux et sa poitrine était large et surdéveloppée. Dans sa jeunesse, lorsqu'il chanta l'oratorio de Seraph à l'âge de 25 ans, sa tessiture s'étendait du Do 3 au Mi 5. Maintenant pourtant, à la fin de sa carrière, elle s'étend du La 3 au Sol 4. La voix parlée de Moreschi possède une certaine qualité, et fait plus penser à un contre-ténor. Pourtant, sa voix et son apparence donnent l'impression qu'il reste une personne jeune. » (Moreschi avait 56 ans à l'époque.)

## Documentaires
- « Chemin de voix (1/2) : Alessandro Moreschi, l’Ange de Rome » [audio], sur France Culture